# Charles Elkin Mathews
Pour les articles homonymes, voir Mathews.
Charles Elkin Mathews (1851-1921) est un éditeur britannique, cofondateur de The Bodley Head avec John Lane. Il fut l'un des premiers éditeurs de James Joyce, d'Ezra Pound, et de William Butler Yeats, entre autres.

## Biographie
Charles Elkin Mathews est né le 31 août 1851 à Gravesend (Kent) en Angleterre. Ses parents sont Thomas George Mathews et Frances Elkin, qui eurent neuf enfants. Il est élevé dans la passion des livres, dans la bibliophilie, et se met très jeune à collectionner d'anciennes éditions. Vers l'âge de vingt ans, il est embauché par un vendeur londonien de livres anciens, Charles John Stewart, qui possédait une échoppe sur King William Street, quartier du Strand, homme réputé pour être « l'un des derniers libraires érudits de la Cité »,.

### Libraire d'anciens
Charles met en place un réseau de libraires d'anciens entre Bath, Londres et Exeter, où il ouvre sa propre boutique en 1884. Il édite de petits catalogues bibliographiques spécialisés, élargit son réseau à Plymouth, et se fait une réputation d'expert en histoire du Devon. Au cours de l'été 1887, il revend sa boutique et part s'installer à Londres. Entretemps, dès le mois de mai, il avait été présenté à John Lane, employé des chemins de fer londoniens, passionné de livres et originaire du Devon ; le lien entre John et Charles semble avoir été le frère aîné de ce dernier, Thomas Mathews, également employé aux chemins de fer, mais supérieur hiérarchique de John — ce dernier y conserva d'ailleurs son poste jusqu'en 1892,. John et Charles décident de rassembler leurs stocks de livres anciens et de louer une boutique au 6B Vigo Street (en) en octobre qu'ils appellent « The Bodley Head ». Dans cette histoire, c'est Mathews (et ses frères) qui prend en charge le bail et qui possède un réseau significatif de clients, car durant trois ans, ils survivent en vendant des livres anciens. Le nom de la boutique tient d'une coïncidence heureuse : les deux associés trouvèrent dans les locaux un ancien portrait gravé montrant Thomas Bodley, fameux érudit originaire d'Exeter, découverte interprétée comme un signe, et ils firent alors fabriquer un médaillon en terre cuite représentant Bodley en buste qu'ils placèrent au dessus de leur porte,.

### Coéditeur

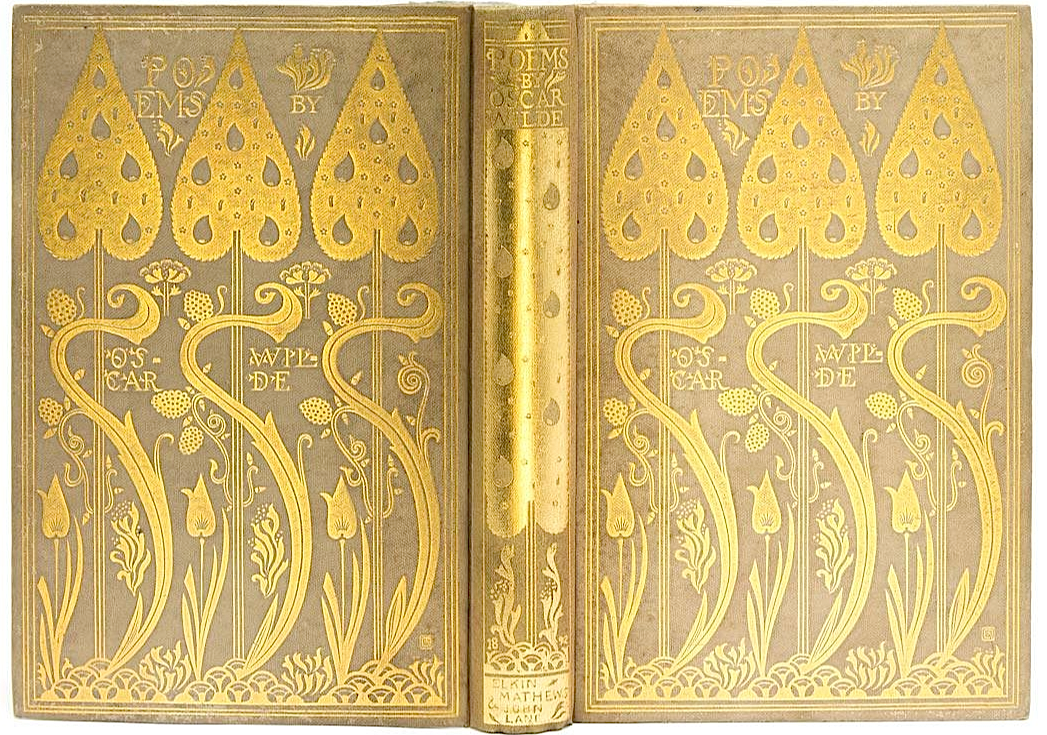
Poems (1892) d'Oscar Wilde, couverture dessinée par Charles Ricketts.

Entre 1889 et 1892[-1893], les deux hommes vont publier vingt-cinq ouvrages (sans compter des périodiques et des bibliographies), d'abord sous la marque de « C. Elkin Mathews at the Sign of The Bodley Head in Vigo Street W. » (1889-1892), puis à partir de mai 1892 sous la marque « John Lane & Elkin Mathews - The Bodley Head ». Le premier véritable ouvrage original sort des presses en 1889, il s'agit d'un recueil de poèmes de Richard Le Gallienne intitulé Volumes in Folio, découverte faite par Lane. Il semble bien que les choix éditoriaux ultérieurs proviennent surtout de Lane ; aussi les tensions entre les deux associés ne tardent pas à s'accumuler, comme l'indique le changement de raison sociale au printemps 1892, avec la publication en avril de The Earth Fiend: A Ballad écrit et illustré par William Strang, suivi en mai du recueil Poems d'Oscar Wilde conçu graphiquement par Charles Ricketts.
De son côté, Mathews développe ses propres projets : entre juillet et octobre 1890, il coédite avec l'éditeur E. W. Allen une revue The Pioneer, sous-titrée « of literature, social progress, economics and ethics » (de littérature, progressiste, économique et éthique), que The Bodley Head fait imprimer en typographie, sous presse manuelle, dans la lignée des guildes affiliées au mouvement Arts & Crafts. C'est un échec. Entre juin 1891 et mars 1892, un accord éditorial est signé avec John Ruskin, promoteur des néoguildes artisanales et défenseur d'une esthétique et d'un mode de travail chers à William Morris, pour publier le bulletin Igdrasil, puis un nouveau bulletin, The Hobby Horse (en) (deux numéros en 1893), édition que poursuivra Mathews seul en 1894, sous la direction de Selwyn Image.
Toutes ces publications obéissent aux principes énoncés par Ruskin et Morris, refusant tout compromis avec l'industrie et la photocomposition, à savoir un papier filigrané fabriqué spécialement pour l'occasion, l'usage d'illustrations originales gravées (eau-forte, lithographie), de la presse typographique manuelle au plomb, etc.. Dans ces conditions, la rentabilité de The Bodley Head s'en trouve fortement compromise. Aussi, John Lane a deux idées pour relancer la maison grâce à deux amis, l'Américain Henry Harland (en) et l'artiste Aubrey Beardsley : créer une collection d'ouvrages possédant un parfum de scandale et lancer une revue très originale et prestigieuse. Les « Keynotes Series » (dès octobre 1893) avec ses livres aux contenus féministes, puis The Yellow Book (dès avril 1894), sont qualifiées par la presse de contenus décadents, sulfureux, outrageants et, ainsi, par le scandale, le succès arrive enfin. Mais Mathews décide de quitter le navire : vexé de n'être point invité au lancement de la revue, subodorant que Lane s'approprie seul tout le mérite de cette double opération, il rompt le contrat en septembre 1894.

### Un éditeur de poètes modernistes

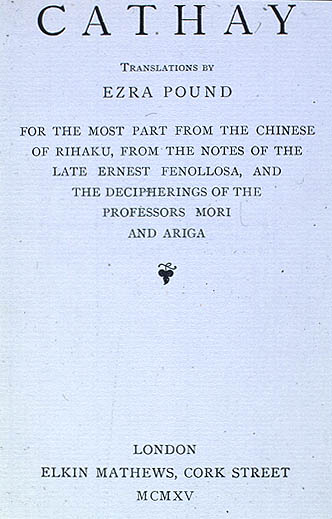
Cathay (1915), anthologie de poèmes chinois par Ezra Pound.

La vie privée de Mathews durant ces dix premières années londoniennes (1887-1897) consiste à partager un logis avec deux de ses frères et cinq de ses sœurs à Bedford Park ; l'économie du foyer est frugale, nul doute que l'éditeur-libraire était économe sans pour autant être conservateur. Le 18 juillet 1896, il épouse Edith Calvert, dont il a une fille en 1897. Les sœurs de Mathews quittent la maisonnée et il peut se concentrer sur sa maison d'édition.
Sur le plan professionnel, à partir d'octobre 1894, après d'âpres négociations avec Lane, Mathews garde les locaux de Vigo Street (qu'il quittera en 1912) et une partie du catalogue, mais conserver ses auteurs n'est pas facile. Comme il l'écrit cet hiver-là à l'un des collaborateurs du Yellow Book, William Rothenstein, « bien sûr, quand Lane partait à la chasse aux auteurs pour le compte de notre maison, il semble certain désormais, d'après ses propres aveux, qu'en réalité il les attirait pour son propre compte, et qu'en plus ceux-ci se sentent envers lui redevables [de lui donner leurs manuscrits] » et d'ajouter « il ne fait aucun doute que les rédacteurs en chef du Yellow Book offriront tous ces textes [publiés dans la revue] à Lane. ».
Pourtant, les choses se passèrent autrement : sur vingt-cinq auteurs publiés entre 1889 et 1892, vingt suivirent Mathews, dont quelques contributeurs du Yellow Book. Parmi ces romanciers et poètes, citons : Richard Garnett, Lionel Johnson (en), Dollie Radford, Arthur Symons, Douglas Ainslie (en), Lawrence Alma-Tadema, Ernest Dowson (1867-1900), Georgie Gaskin (en), Edith Nesbit, Stephen Phillips, et William Butler Yeats. Certains, plus tard, s'arrangèrent pour publier à la fois chez Lane et Mathews.
En 1896, Mathews lancent deux collections bon marché ouvertes à la poésie contemporaine internationale, « The Shilling Garland New Poetry » et « The Vigo Cabinet ». C'est ainsi qu'il attire de nouveaux lecteurs puis de jeunes auteurs, et parmi eux, on ne trouve rien moins que T. S. Eliot, James Joyce, Ezra Pound, Robert Bridges, Laurence Binyon (en), J.M. Synge, le peintre cubiste américain Max Weber, ou encore William Carlos Williams, tenants du modernisme et du courant imaginiste. En 1902-1903, il vend sous sa marque la revue The Green Sheaf, essentiellement rédigée et illustrée par Pamela Colman-Smith, aux côtés de laquelle on retrouve entre autres les frères Yeats et Yonejirō Noguchi sur treize livraisons. Il est le premier éditeur de lord Dunsany.
En 1912, il déménage ses locaux non loin de Vigo Street, au 4A Cork Street. La collection qui connaît le meilleur succès est la « Selected Poems - Scholar's Choice Edition », qui rassemble des poètes classiques mais à un prix très abordable pour les écoliers et les étudiants.

### Fin de vie et postérité
En 1903, la famille Mathews s'installait dans le petit village de Chorleywood (Hertfordshire). C'est là que Charles Elkin Mathews meurt d'une pneumonie le 10 novembre 1921, après avoir continué à publier durant la Première Guerre mondiale.
La maison d'édition, continuée par la famille Mathews, trouve un associé auprès du journaliste et traducteur Arthur William A. W. Evans, grand collectionneur de livres, qui stoppe l'édition, mais se concentre sur le marché de la bibliophilie alors en pleine reprise. En 1926, l'édition reprend mais par le biais d'un certain Marrot, la structure devenant « Elkin Mathews and Marrot Ltd », date à laquelle le magasin de livres anciens situé Cork Street prend son indépendance, mais toujours sous le contrôle des Mathews. Leur adresse héberge la marque The White Owl Press, une private press. En quête de ressources, Marrot de son côté se lance dans la publication de romans policiers et de livres sentimentaux (« Rescue Series »), et semble disparaître en 1936, le fonds étant ensuite vendu à Allen & Unwin. Un catalogue qui contient alors peu de poésie, mais de nombreuses traductions de romanciers étrangers comme Anna Seghers.
La librairie eut comme employé à partir de 1930 Percy Horace Muir (1894-1979), président-fondateur en 1945 de l'Antiquarian Booksellers Association (en) (l'association britannique des libraires de livres anciens). Il dirigea l'affaire jusqu'à sa mort,.